# Microtom
Microtom ou microintervalo é um termo da musicologia que descreve um intervalo menor do que o semitom do sistema temperado ocidental. O primeiro exemplo de música microtonal conhecido é o Hino Hurrita, encontrado em tabuletas de argila da cidade de Ugarit na Mesopotâmia. Esses intervalos também foram usados na música da Grécia Antiga, e durante o Renascimento compositores como Nicola Vicentino fizeram experimentos com eles. Na música moderna são encontrados com frequência.